# 自由人権協会
公益社団法人自由人権協会（じゆうじんけんきょうかい、英文名称: Japan Civil Liberties Union (JCLU)、1947年 - 現在）は、人権侵害救済のための訴訟支援事業などを実施する公益法人。また、基本的人権の擁護に関する調査研究、講演、出版、意見表明などの活動を目的とする。元法務省所管。

## 沿革
1915年、第一次世界大戦への非戦の立場からアメリカ軍国主義反対連盟（AUAM）が創設され、その活動の一環として1917年には学者らによる法律団体アメリカ自由人権協会（ACLU）が組織された。創始者であるAUAMのロジャー・ボールドウィン（Roger Nash Baldwin）が1920年から1950年まで理事長を務めていたところ、第二次世界大戦停戦後のGHQ占領期であった1947年5月、ボールドウィンはダグラス・マッカーサーに招待されて来日し、日本国内での人権擁護組織の設立を示唆した。
このことから国内では11月には、弁護士、学者のほか各界の人々が参加する自由人権協会が設立され、初代理事長には自由人権派の海野普吉が就任した。なお、それまで政治的活動組織として存在した帝国弁護士会は消滅する一方、この理事の有馬忠三郎は日本弁護士連合会初代会長となった。また、裁判官・検察官・法務官僚が同盟するかつての司法省関連組織法曹会は、民間組織となって存続した。
1991年、国際法律家委員会の加盟団体となる。
2003年に国連経済社会理事会の国連特別協議資格を取得した。
2017年3月現在の会員数は435名で、研究者、弁護士、ジャーナリスト、学生や様々な職業のメンバーを擁する。

## 役職者
初代理事長は海野普吉、常務理事は大室亮一。2016年3月から現在は、代表理事は喜田村洋一、理事は紙谷雅子、芹沢斉、升味佐江子。

## 活動

### 教育的活動
1948年12月10日、パリにおける第3回国際連合総会で、人権と基本的自由に関し、全ての人民と全ての国とが達成すべき共通の基準として世界人権宣言が採択されたことから、例年、国連本部を筆頭に世界各国では同日を中心に一斉に人権思想普及行事を展開することになっており、国内でもこの時期は法務省および全国人権擁護委員連合会が人権週間を主唱している。
1961年には最高裁判所、最高検察庁、外務省、文部省、厚生省、労働省、日本ユネスコ国内委員会、警察庁、東京都、東京都教育委員会、警視庁、国際連合東京広報センター、日本国際連合協会、同東京都本部、日本ユネスコ協会連盟、日本弁護士連合会、自由人権協会、新生活運動協会、全国公民館連絡協議会、日本新聞協会、日本放送協会、日本民間放送連盟及び日本映画製作者連盟など関係機関・団体の協力のもとに、全国各地でイベントや相談所の開設、放送・報道機関による啓発、印刷物の作成配布、その他人権意識を啓蒙する行事が行われていた。

### 所属弁護士の活動
朝鮮学校無償化支援活動
2010年4月からの実施が予定されている「高校授業料無償化法案」において、日本の高等学校にあたる朝鮮学校の高級部が対象外とされると、『高校無償化法の対象となる外国人学校の選別基準に関する緊急声明』を発表し、日本国の責任として、朝鮮人学校への支援を行うことを要求した。
授業料の無償化を請求する裁判（裁判官倉地真寿美等）においては、理事長の喜多村が朝鮮学校側弁護団長を務めた。